# Ome Kobus
Ome Kobus is een single van de Nederlandse band The Amazing Stroopwafels uit 1981. Het stond in hetzelfde jaar als vijfde track op het titelloze debuutalbum van de band.

## Achtergrond
Ome Kobus is geschreven door Wim Kerkhof en Fred Piek. Het is een nederpoplied waarin wordt gezongen over Ome Kobus, die zijn been verliest bij een haaienbeet op Hawaii. Het is de tweede single van de band en de eerste met hitpotentie. Het werd echter geen grote hit. De reden hiervoor was niet de populariteit onder fans, maar doordat het werd geboycot door de verschillende radiozenders. De reden hiervoor was dat het lied discriminerend zou zijn tegenover gehandicapten. 
De B-kant van de single is Rick rack, een cover van Gerry Rafferty en te vinden als zesde track op hetzelfde album.

## Hitnoteringen
Het lied was geen groot succes. De Nationale Hitparade werd niet gehaald en er was ook geen notering in de Top 40, maar daar kwam het wel tot de elfde plaats van de Tipparade.